# 舒格希爾 (新罕布什爾州)
舒格希爾（英語：Sugar Hills）是一個位於美國新罕布什爾州格拉夫頓縣的鎮。

## 人口
根據2020年美國人口普查的數據，舒格希爾的面積為44.63平方千米，當中陸地面積為44.17平方千米，而水域面積為0.46平方千米。當地共有人口647人，而人口密度為每平方千米14人。